# Bezzia gibberella
Bezzia gibberella is een muggensoort uit de familie van de knutten (Ceratopogonidae). De wetenschappelijke naam van de soort is voor het eerst geldig gepubliceerd in 1983 door Wirth and Grogan.